# Dworce (rejon solecznicki)
Dworce (lit. Dvarčiai) − osada na Litwie, w rejonie solecznickim, 5 km na północny wschód od Turgieli, zamieszkana przez 1 osobę. Przed II wojną światową w Polsce, w powiecie wileńsko-trockim województwa wileńskiego.